# トルモト・クヌートセン

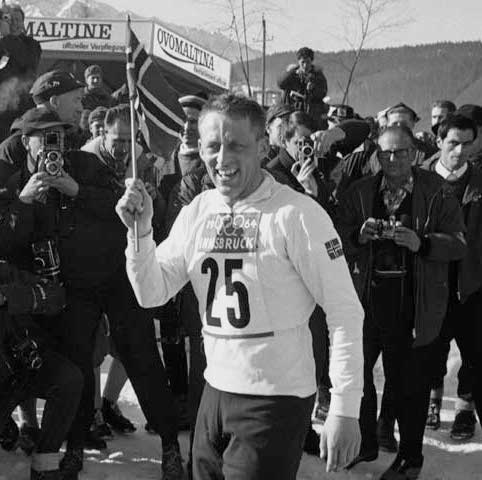
トルモト・クヌートセン。1964年インスブルックオリンピックにて。

トルモト・クヌートセン（Tormod Kåre Knutsen、1932年1月7日 - 2021年2月23日）はノルウェー、アーケシュフース県Eidsvoll出身の元ノルディック複合選手。

## プロフィール
クヌートセンは16歳の時すでにHovedlandsrennetと呼ばれ、2年後には純ジャンプでノルウェージュニアチャンピオンとなった。1954-1955年シーズンからノルディック複合に転向した。
1956年のコルティナダンペッツォオリンピックで6位入賞を果たすと1957年にはホルメンコーレンスキー大会で優勝、1960年スコーバレーオリンピックでは西ドイツのゲオルク・トーマに次いで銀メダルを獲得した。また1960年のホルメンコーレン・メダルをヘルムート・レクナゲル、シクステン・イェルンベリ、スヴェレ・ステンシェイムと共に受賞した。
1961-1962年シーズン前にナショナルチームコーチに就任したスヴェレ・ステネルセン（偉大なるグンダー・グンダーセンと並ぶ往年の名選手）の下1964年インスブルックオリンピックで金メダルを獲得した。